# 陳舜畊
陳舜畊（1901年－1991年），中華民國陸軍少將，曾任交通部臺灣鐵路管理局局長。兩蔣的世交和肱骨，但晚年和蔣經國有不睦，有“鐵漢”之稱。浙江奉化人。

## 家世
陳家世居浙江省寧波府奉化县城內，原籍奉化县方桥镇上陈村。陳舜畊上有姐陈练雪（陈志坚）下有弟，早年父親病故，一家賴由叔父陈杏佳照顾。陈练雪早年就讀於湖州保婴師範學院，因當時師範學校免學雜費，她又勤工儉學補貼家用，終生未嫁。陈练雪後來也做過毛福梅（蔣中正原配）的家庭教師。
叔父陈杏佳與蔣中正早年在奉化凤麓学堂唸書時是同窗好友，並與俞镇臣（俞国华之父）、周淡游、蔣中正、朱孔阳等十位同學结為“凤麓十兄弟”，日後其中多人都成為民國政要。
蔣經國後在奉化县城锦溪小学唸書，也曾寄住在陈家。俞飞鹏曾是陳舜畊的小學老師。

## 生平

### 早年
早年在上海求學。1920年，入讀上海滬江大學學習化學工程。1922年暑期，因家庭拮据，無力支撐學費，本打算退學。陈杏佳面求蔣中正。當時蔣中正在上海證券號炒股票大虧本，也欠得一身債，但還是將錢湊齊支持陳舜畊的學業。
1924年夏，陳舜畊於滬江大學畢業，因成績優異，留校擔任助教。蔣經國後來赴上海唸書，也蒙竺芝珊（蔣經國姑丈）、陈果夫、陈舜畊照顧。而後來蔣經國赴蘇聯留學，臨走之時，也是陈舜畊陪伴赴廣州向父蔣中正辭行，又由陈舜畊護送轉道上海登俄國輪船赴莫斯科。

### 黃埔和北伐時期
1926年初，蔣中正召陈舜畊赴广州，入黄埔军校，擔任上尉书记，成為蔣中正的贴身秘書和机要。陈舜畊也在黃埔軍校教學，教授化学、物理等學科。陈舜畊也曾是林彪、胡琏、张灵甫、许光达、李弥等的老師，日後他的學生有很多都成為中共或國民黨的要人。
1927年，蔣中正誓师北伐統一中國大陸，陈舜畊任國民革命軍总司令部少校秘书，並掌管总司令部关防印章和密电码本。陈舜畊經常背個大皮包，伴隨蔣中正。當北伐攻打南昌對陣軍閥孙传芳時，陈舜畊曾伴隨蔣中正步行跋涉七小时，从高安县赶抵奉新前线，隨蔣督战。
北伐军攻占南京后，蔣中正曾在1928年一度下野，赴日本。陈舜畊也随蔣赴日。蒋要與宋美龄在上海结婚，蔣也委託陈舜畊（當時仍任蔣的機要秘書）護送前妻陈洁如赴美国留學。但蔣宋聯姻之後，陳即迴避蔣，向蔣申請出國深造。蒋頗不情願批准。陳作為蔣機要秘書的工作，由留學法國歸來的毛庆祥頂替。
陳旋即先赴美國留學，入芝加哥大學，後轉赴歐洲，先後就讀於法國巴黎大學和德國柏林大學。1931年，歐美遊學三年之後，陳才歸國，先後擔任津浦铁路局、胶济铁路局處長。

### 抗戰和國共內戰時期
抗日戰爭時期，由挚友吴嵩庆推荐，先後擔任主管空军发展建设的中央航空委员会（簡稱“航委會”，當時總部位於陪都重慶）驻法國殖民地安南海防办事处主任、航委会人事处长。1944年秋，出任中華民國交通部总务司长。日本投降后，先後任济南区铁路局局长、中華民國國防部聯合後勤司令部高級參謀，晉升陸軍少将軍銜。
1949年初，回到蔣中正身边。1949年4月24日下午，陳冒大雨护送蒋方良和蔣經國諸子女乘坐美龄号飛機飛赴台湾。

### 台灣時期
1949年夏，蔣中正在阳明山组建中国国民党总裁办公室，陳出任組長，負責辦公室總務和費用管理收支。
1950年3月，蒋在台北「復行視事」。陳又請辭，到农林公司、航运公司任職。
1961年2月9日至1963年2月8日，陈出任交通部臺灣鐵路管理局局长，是陳第三次打理鐵路事務，成绩斐然，獲評頗佳。
據稱陳退休後無認領退休金，晚景頗為淒涼。1991年4月（另說5月2日），病逝於台北，享年九十歲（滿八十九歲）。

## 遺跡
- 津浦铁路抗战殉难员工纪念碑

## 著作
- 《本路负责货运筹备情形演词》，陈舜畊，《铁路月刊》津浦线 1932年第2卷第8期
- 《负责货运指导会谈话》，陈舜耕，《铁路月刊》津浦线 	1932年第2卷第8期
- 《皮蛋之制造》，陈舜耕，《中华农学会报》1932年第105-106期
- 《津浦铁路调车电话（附表九）》 ，陈舜畊	，《铁路协会月刊 》1933年第5卷第4-5期
- 《津浦铁路联络运输之过去现在与将来》，陈舜畊，《交通杂志》1935年第3卷第7-8期

## 文獻
- 《鐵道文獻系列—陳舜畊》